# Toshio Shimao
Toshio Shimao (島尾 敏雄, Shimao Toshio), né le 18 avril 1917 à Yokohama et mort le 12 novembre 1986 à Kagoshima, est un nouvelliste et romancier japonais. Auteur d'une trentaine de romans, son œuvre la plus connue est le roman semi-autobiographique L'Aiguillon de la mort (Shi no toge), publié en 1960.

## Biographie
Il naît à Yokohama, mais passe une partie de son enfance et de son adolescence à Kobe où sa famille déménage alors qu'il n'a que 8 ans. Quand sa mère meurt, il est âgé de 17 ans et, peu après, il se rend à Nagasaki afin de poursuivre ses études. Il séjourne plus tard à Taïwan et aux Philippines. 

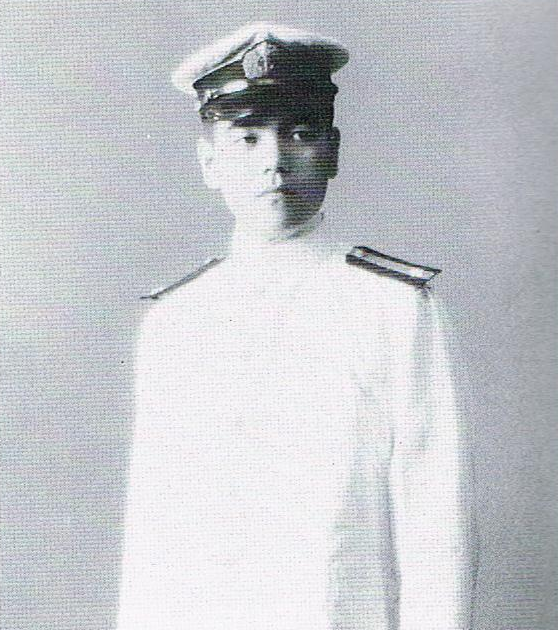
Toshio Shimao durant la Seconde Guerre mondiale.

Diplômé de l'université de Kyūshū, l'officier Toshio  Shimao est sélectionné durant la Seconde Guerre mondiale dans une escouade de kamikaze, basée sur les îles Amami. Toutefois, la guerre se termine avant qu'il ne reçoive de missions. Au lendemain de la guerre, il se marie et s'installe à Tokyo, vivant maigrement de ses écrits. 
Ses premiers travaux, marqués par un certain surréalisme, puisent dans son expérience de la guerre (notamment l'attente de la mort comme kamikaze) qui se retrouve dans ses premiers romans, notamment Shima no hate (1946) et Shutsukotō-ki (1949), ainsi que dans d'autres plus tardifs, dont Shuppatsu wa tsui ni otozurezu (1962) et Gyoraitei gakusei (1985).
Un second thème majeur dans son œuvre est la folie des femmes, comme cela est illustré dans Ware fukaki fuchi yori (1954) et dans L'Aiguillon de la mort (Shi no toge, 1960), son œuvre la plus connue. Sa propre femme, qu'il a rencontrée à Kakeromajima (Okinawa) où ils se sont mariés, souffrait en effet d'une maladie mentale. En 1955, et jusqu'à la fin de sa vie, il retourne à Amami-Ōshima, île principale de l'archipel d'Amami, d'où vient sa femme ; son roman Shi no toge décrit cette période de leur vie de façon autobiographique, utilisant directement leur nom. Il s'immerge dans la culture de l'archipel et enseigne à l'université locale. Sa conversion au catholicisme en 1956 modifie peu les thèmes de son œuvre littéraire, 
Son roman Shi no tage est adapté au cinéma par Kōhei Oguri en 1990 sous le titre L'Aiguillon de la mort, un film lauréat du Grand prix du jury et du Prix FIPRESCI au Festival de Cannes 1990

## Style
Toshio  Shimao s'approprie dans ses œuvres le style littéraire watakushi shōsetsu ; sa prose est caractérisée par des phrases longues, sinueuses et subtiles.

## Liste des œuvres traduites en français
- 1948 : Ces journées telles qu'en rêves (夢の中での日常), dans Anthologie de nouvelles japonaises contemporaines (Tome II), nouvelle traduite par Anne Sakai, Gallimard, 1989.
- 1960 : L'Aiguillon de la mort (死の棘), roman traduit par Elisabeth Suetsugu, Editions Philippe Picquier, 2012.

## Principales récompenses
- 1950 : Prix de la littérature d'après-guerre pour Shutsukotō-ki
- 1960 : Prix des arts du ministère de l’Éducation pour L'Aiguillon de la mort (Shi no toge)
- 1972 : Prix Mainichi de la culture pour Garasu shoji no shiruetto
- 1977 : Prix Yomiuri de littérature pour L'Aiguillon de la mort (Shi no toge)
- 1977 : Prix Tanizaki pour Hi no utsuroi
- 1981 : Prix de l'Académie japonaise des arts pour l'ensemble de son œuvre
- 1983 : Prix Kawabata pour Wannai no irie de
- 1985 : Prix Noma pour Gyoraitei gakusei

## Filmographie
- 1990 : L'Aiguillon de la mort (死の棘, Shi no toge), film japonais réalisé par Kōhei Oguri, adaptation du roman éponyme, avec Keiko Matsuzaka
- 2000 : Dolce, documentaire russo-japonais réalisé par Alexandre Sokourov, inspiré d'un récit de Toshio Shimao
- 2017 : Umibe no sei to shi, film japonais réalisé par Michio Koshikawa

## Sources
- (en) J. Philip Gabriel, Mad Wives and Island Dreams : Shimao Toshio and the Margins of Japanese Literature, University of Hawaii Press, 1999, 304 p. (ISBN 0-8248-2089-4, lire en ligne)
- Benjamin Ettinger, Toshio Shimao, Down by the River ; « About the Author », 2004, pelleas.net